# Trains Leaving Manitou
Trains Leaving Manitou je americký němý film z roku 1902. Režisérem je Harry Buckwalter (1867–1930). Film měl premiéru v listopadu 1902.

## Děj
Film zachycuje vlak vyjíždějící z malého města Manitou Springs, nacházejícího se v okrese El Paso ve státě Colorado.